# Insurrezione della Valtellina
L'insurrezione della Valtellina fu un episodio della seconda guerra d'indipendenza italiana che ebbe luogo in Valtellina dal 27 maggio 1859 tra gli austriaci ed i piemontesi.

## L'insurrezione
Dopo la cacciata degli austriaci di Novara, il 27 maggio la Valtellina insorse innalzando la bandiera italiana a Sondrio, proclamando la sua annessione al Piemonte. L'esempio della città capoluogo venne imitato da tutta la provincia sino al Tirolo. A Chiavenna, più a nord, uno degli snodi principali di collegamento con la Valle Spluga, l'autorità austriaca venne rovesciata con la forza. Tali opposizioni erano state possibili grazie ad un incontro avvenuto tra i rappresentanti degli insorti a Como con Garibaldi e con Emilio Visconti Venosta, i quali però avvertirono gli stessi insorti che, almeno per i primi tempi, il Piemonte non avrebbe potuto fornire loro alcun appoggio materiale dal momento che l'Alta Valtellina rimaneva ancora saldamente ancorata nelle mani dell'Impero austriaco.
Nelle circostanze critiche in cui versava l'esercito austriaco dopo le sconfitte della prima parte della campagna militare, l'insurrezione della Valtellina presentò da subito un pesante inconveniente perché rischiava di mettere a repentaglio i collegamenti con il Tirolo da cui provenivano la maggior parte dei rifornimenti dalla madrepatria destinati alle operazioni in Lombardia. I chiavennaschi ed i valtellinesi, erano a conoscenza dell'importanza strategica delle loro valli e pertanto minacciarono gli austriaci di bloccare il passo dello Stelvio, proprio mentre il feldmaresciallo Ferencz Gyulai era in attesa di un corpo d'armata di 40 000 uomini che era in viaggio tramite ferrovia dalla Sassonia e dalla Baviera, forze che si sarebbero dovute concentrare in Valtellina e nel Vorarlberg.
Gyulai di fronte a questa minaccia rispose tramite un proclama nel quale dichiarava che le comunità che avessero dato il loro appoggio ai rivoltosi sarebbero state punite "col ferro e col fuoco" oltre a sfruttare la figura del generale Friedrich Zobel ed i suoi metodi violenti per terrorizzare le popolazioni alpine in agitazione (questi aveva già sospeso in loco la legge ordinaria e proclamato la legge marziale).
Malgrado la situazione di terrore instauratasi, gli insorti aderirono alla Guardia Nazionale piemontese e si unirono a quella già proclamatasi a Como con l'intervento di Garibaldi per portarsi al  passo dello Stelvio al fine di impedire l'accesso in Lombardia del corpo di spedizione austriaco da poco concentratosi nel Vorarlberg. Se l'imperatore Francesco Giuseppe d'Austria da Verona dove aveva posto il proprio quartier generale minacciava intimando di rimanere al loro posto gli autonomisti del Südtirol, dall'altro il progetto degli insurrezionisti riuscì a concludere ben poco pur con l'appoggio del generale Giacomo Medici che riuscì ad occupare Bormio ma non oltre.
I combattimenti si mantennero serrati su ambo i fronti sino al 12 luglio 1859 quando, con l'armistizio di Villafranca, gli austriaci abbandonarono il passo dello Stelvio per ritornare in patria, lasciando quindi anche la Valtellina nelle mani dei sabaudi.
L'appoggio costante agli ideali dell'insurrezionalismo su base mazziniana venne garantito da personaggi di rilievo come il patriota tiranese Ulisse Salis il quale provvedette col fratello Giuseppe a rispolverare buona parte degli armamenti delle rivolte del 1848 accantonati a Poschiavo presso un convento delle suore agostiniane ed un cannone austriaco che avevano sottratto a suo tempo, sotterrato in un campo di loro proprietà.